# Dolphin-3K
Le ROVDolphin-3K est un robot sous-marin de recherche océanographique japonais appartenant à la Japan Agency for Marine-Earth Science and Technology(JAMSTEC) mis en service de 1988 à 2002.

## Historique
La JAMSTEC avait achevé la construction du robot sous-marin DSV Shinkai 2000 en octobre 1981 et a mis en service un sous-marin de poche. À cette époque, la JAMSTEC ne disposait d'aucun autre sous-marin de recherche. Ainsi, en cas d'accident empêchant le sous-marin de remonter seul, la JAMSTEC devait demander l'aide du CURV-III de l'United States Navy, un ROV de la classe 3 000 mètres, transporté par avion de transport Lockheed C-5 Galaxy. Mais se posait la question de savoir si le délai de survie du Shinkai 2000 pourrait être respecté. Pour cette raison la JAMSTEC a développé lui-même la construction du Dolphin-3K.

## Conception

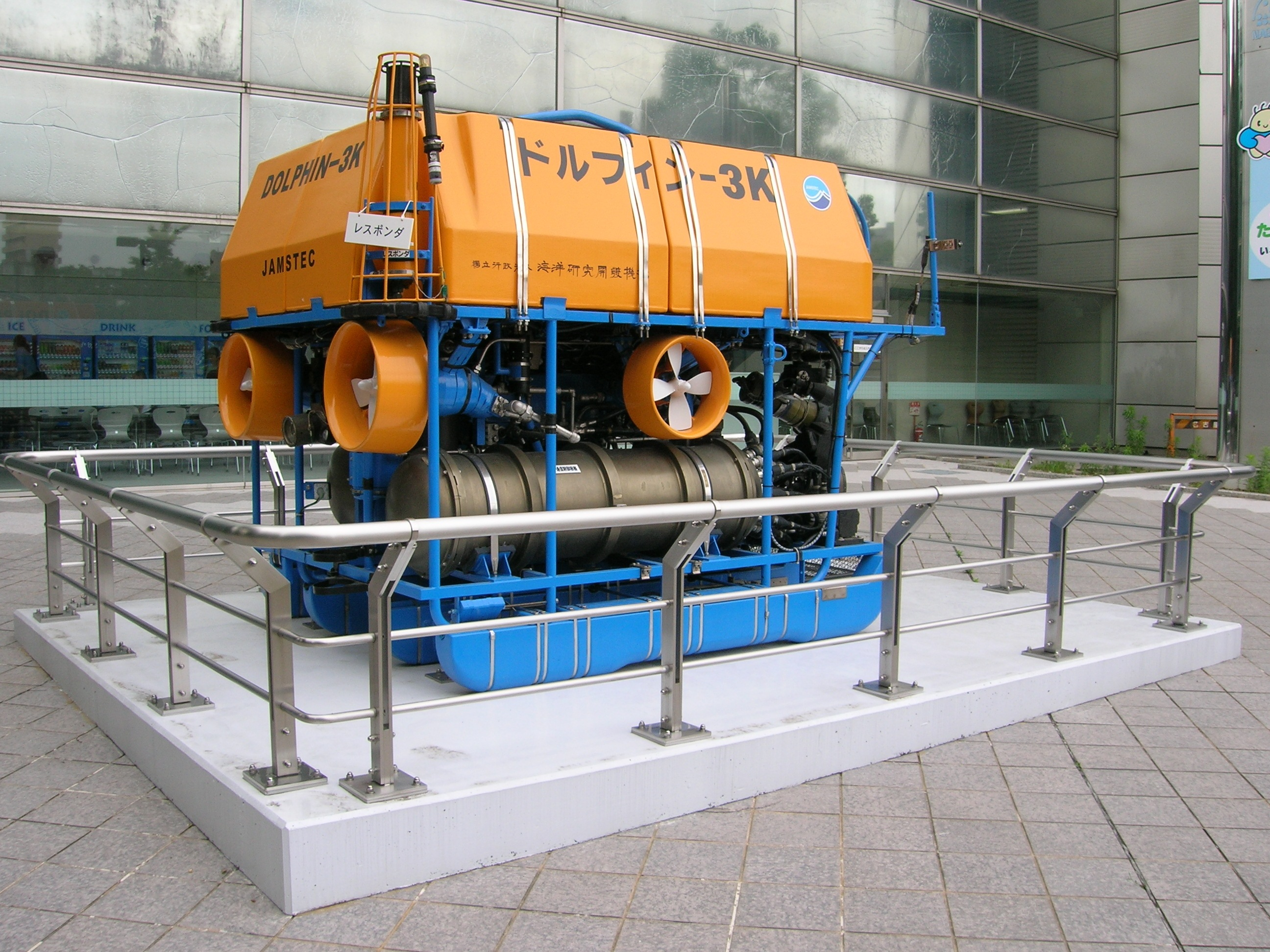
Dolphin-3K

Cette machine a été le plus grand ROV au Japon à cette époque et pouvant aller à une grande profondeur.Il a été développé comme un véhicule télécommandé autopropulsé et avec un câble.
Le véhicule a une structure de châssis en titane pur, un matériau de flottabilité composé de mousse syntactique en haut et un groupe moteur centré à sa base permettant de maintenir sa stabilité. C'est une machine asynchrone d’une puissance de 40 kW alimenté par le câble de maintien. il est équipé de plusieurs capteurs, d'un sonar de détection des obstacles ainsi que d'une caméra de télévision. Pour la collecte des échantillons, une paire de manipulateurs est fournie à l'avant du véhicule.
Le câble d'attache a une longueur de 5 000 mètres et un diamètre de 30 mm. Il soutient le corps du ROV et doit résister à de forts courants de marée qui conduit aussi un câble composite de fibre optique et de fil électrique d'alimentation.

## Mission
La construction a été réalisée par Mitsui Engineering & Shipbuilding. L’assemblage du véhicule a été achevé en août 1986 et, de janvier à août 1987, des essais de performance ont été effectués sur la surface de la mer à l’aide du RV Kaiyo. Par la suite, l’entraînement aux opérations a été dévolu au RV Natsushima en janvier 1988 et le système d’opérations sur les deux navires a été amélioré.
La marée noire de Nakhodka, survenue en 1997, a été soumise à une enquête sous-marine avec le système Deep Tow. À la fin de la même année, il a mené une enquête sur le Tsushima Maru (en), qui avait été coulé par un sous-marin américain en 1944. En 2000, l'Agence d'exploration aérospatiale japonaise de l'époque avait demandé la récupération de la fusée H-II no 8, tombée en mer.
En 2002, il avait effectué 576 plongées avant la suspension de son exploitation. Depuis sa retraite, il est exposé au musée des sciences de la ville de Nagoya.
Pour les besoins des chercheurs, le ROV Hyper Dolphin a été introduit en tant que ROV de la même classe pour le remplacer.